# Кизилжар (Сайрамський район)
Кизилжа́р (каз. Қызылжар) — село у складі Сайрамського району Туркестанської області Казахстану. Входить до складу Кутариського сільського округу.
Населення — 248 осіб (2021; 258 у 2009, 323 у 1999, 296 у 1989).
26 березня 2015 року до села було приєднано територію площею 0,48 км².